# 쾨바녀
부다페스트 10구(헝가리어: Budapest X. kerülete), 쾨바녀(헝가리어: Kőbánya)는 헝가리 부다페스트를 구성하는 23개의 구 중 하나다.